# Contact improvisación

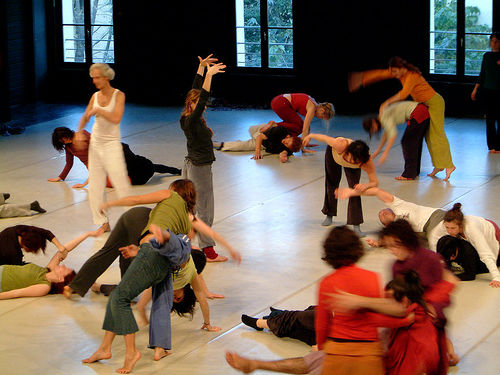
Una «jam» o sesión de contact improvisación.

El Contact improvisación (CI) es una técnica de danza en la cual puntos de contacto físico proveen un punto de partida para la exploración del movimiento a través de la improvisación. Es, por lo tanto, una forma de danza de improvisación, además de una de las más conocidas y características formas de danza posmoderna.
La primera performance reconocida como Contact Improvisación se llamó Magnesium. Fue realizada en 1972, guiada por Steve Paxton, e interpretada por este y bailarines del Oberlin College.